# 鯏浦城
鯏浦城（うぐいうらじょう）は、愛知県弥富市鯏浦町上六49（現在の薬師寺）にあった日本の城。弥富市指定史跡。

## 概要
鯏浦城は、このあたりに勢力のあった服部友貞の率いる服部党・一向門徒勢を攻めるため、1565年（永禄8年）に織田信長が築いた城である。城主は織田彦七郎信興（織田信長の弟）であった。1570年（元亀元年）、服部党が信興を小木江城（旧立田村）に攻め殺したことを機に、信長は攻勢を強め、3度目の1574年（天正2年）には大軍を送り込んでことごとく焼き尽くしたという。
城跡には、信興が護持仏としていた薬師像（聖徳太子作）を納めるお堂が建てられ、明治時代のはじめに薬師寺となったとされている。現在、薬師寺にある大楠は、樹齢600年以上といわれる古木で、かつてこの付近が海岸線だったことから磯部の楠として有名であった。人々は、この楠の葉を薬として用い病を治したといわれ、また一説には豊臣秀吉が舟をつないだとも伝えられている。この樹下には小祠神明社が祀られ参拝者が跡を絶たなかったというが、明治時代に弥富神杜に合祀された。
現在、この楠は「薬師寺の大楠」と呼ばれ弥富市の天然記念物に指定されている。また鯏浦城跡は1976年（昭和51年）12月10日付で市指定史跡となっている。